# Косновица
Косновица — деревня в Тотемском районе Вологодской области.
Входит в состав Погореловского сельского поселения, с точки зрения административно-территориального деления — в Погореловский сельсовет.
Расстояние по автодороге до районного центра Тотьмы — 62,5 км, до центра муниципального образования деревни Погорелово — 2,5 км.
По данным переписи в 2002 году постоянного населения не было.